# Emma Heming
Emma Frances Heming (Malta, 18 giugno 1978) è una supermodella e imprenditrice britannica.

## Biografia
Ha sfilato per Christian Dior, Emanuel Ungaro, Paco Rabanne, Ralph Lauren e Valentino, oltre che per Victoria's Secret nel 2002. Le sue foto sono comparse sulle copertine di Elle, nelle edizioni francese (il 9 agosto 1999) e turca del dicembre 2009.

## Vita privata
Nel 2009 ha sposato l'attore Bruce Willis, da cui ha avuto due figlie: Mabel Ray (nata nel 2012) e Evelyn Penn (nata nel 2014).

## Agenzie
Tra le agenzie che l'hanno rappresentata ci sono state:
- Diva Models - Danimarca[1]
- Elite Model Management - Barcellona[1]
- IMG Models - New York - Milano[1]
- Mikas - Stoccolma[1]
- Fashion Model Management - Milano[1]
- Visage Management - Zurigo[1]
- Models 1[1]
- Next Model Management - Milano[1]